# Ансельм Хафельбергский
Ансельм Хафельбергский (ранее 1099 — 12 августа 1158) — германский церковный и государственный деятель, епископ Хафельберга в 1129—1155 годах, затем до своей смерти архиепископ Равенны. На протяжении 1130—1150-х годов Ансельм выполнял дипломатические поручения и был советником германских королей Конрада III и Фридриха I. В 1136 и 1154 годах участвовал в посольствах в Византию. Принимал активное участие в подготовке Вендского крестового похода 1147 года.
О раннем периоде биографии Ансельма Хафельбергского известно мало. Родившись в конце XI века, он получил образование в Льеже. В 1120-х годах он стал последователем основателя ордена премонстрантов Норберта Ксантенского, благодаря поддержке которого получил кафедру Хафельберга. Поскольку территория диоцеза находилась под власть вендов, фактически, Ансельм был епископом в изгнании. После смерти Норберта в 1134 году Ансельм был приближен ко двору императора Лотаря II, по поручению которого выполнял различные дипломатические миссии, в том числе в Византию. После смерти Лотаря в 1138 году Ансельм в течение нескольких лет не играл заметной политической роли. В 1144 году при поддержке архиепископа Генриха Майнцкого он получил в управление монастырь Йерихов, а после покорения вендов в 1147 году смог установить контроль над Хафельбергом. В следующем году, после разочаровавших короля Конрада III итогов переговоров с папой, Ансельм удалился в свою епархию. В правление Фридриха Барбароссы Ансельм вновь вернулся к активной политической жизни, совершил второе путешествие в Византию, вёл переговоры с папой и в конце жизни получил назначение архиепископом Равенны. 12 августа 1158 года он внезапно умер во время осады Милана.

## Биография

### Становление. Епископ в изгнании
О ранней жизни Ансельма не известно практически ничего. Епископом Хафельберга он стал в 1129 году, что, в соответствии с каноническими правилами, даёт в качестве даты рождения не ранее. чем 1099 год. Его место рождения так же не известно, и историки, на основании распространённости имени «Ансельм», указывают либо Верхнюю Лотарингию, либо Бургундию. Единственный известным фактом является то, что образование будущий епископ получил в Льеже, и там около 1115 года познакомился с Вибальдом, будущим аббатом Ставло и Корвея, и Арнольдом Видским, ставшим позднее канцлером короля Конрада III. С Вибальдом Ансельм сохранил дружбу, о чём свидетельствует сохранившаяся переписка. До 1129 года Ансельм познакомился с архиепископом Магдебурга Норбертом Ксантенским, который представил его ко двору Лотаря II и рекомендовал на пост епископа Хафельберга. В отличие от сторонника традиционной монашеской жизни Руперта Дёйцкого, Норберт допускал сочетание жизни созерцательной (vita contemptativa) и деятельной (vita activa), что соответствовало взглядам Ансельма. В 1121 году Норберт принял для основанного им аббатства Премонтре устав Святого Августина, как более подходящий для ведения апостольской жизни и проповедования. В начале XII века земли на восточном берегу Эльбы всё ещё находились под властью вендов, и главной задачей Норберта Ксантенского было продолжение там христианизации славян. Западная ветвь премонстрантов под руководством Юга Фосского продолжила развитие в направлении созерцательности, тогда как Норберт и его последователи на востоке — и Ансельм в их числе — сосредоточились на миссионерской деятельности. Сам Ансельм себя премонстрантом никогда не называл. Назначение Ансельма в Хафельберг было призвано также закрепить формальное влияние Магдебурга в регионе, на который хотел распространить свою деятельность Оттон Бамбергский.
Не имея возможности занять кафедру в Хафельберге, до смерти Норберта в 1134 году Ансельм находился при архиепископе. В источниках упоминается, что он был с Норбертом в 1129 году во время покушения на того в Магдебурге. Когда в феврале 1130 года коллегия кардиналов разделилась, и папами были избраны одновременно Иннокентий II и Анаклет II, Норберт рекомендовал Лотарю поддержать первого из них. Известно об присутствии Ансельма на переговорах с Иннокентием, состоявшихся в марте 1131 года в Льеже, но детали его участия в них не известны. Также в 1131 году Ансельм по поручению Лотаря участвовал в разрешении конфликта по поводу нескольких аббатств в епархии Хильдесхайма. Норберт скончался в июне 1134 года, и в конце месяца Ансельм вновь встречался с императором в Магдебурге, прибывшим для утверждения нового архиепископа Конрада. В течение года Ансельм находился при Конраде. В августе 1135 года епископ присоединился к императорскому двору в Нинбурге, откуда проследовал с Лотарем в Мерзебург. Там прошли переговоры с послами Венеции и Византии, искавших помощи против короля Сицилии Рожера II. Поскольку Рожер поддерживал антипапу Анаклета, союз против него соответствовал интересам Лотаря. Для заключения договора в Константинополь в 1136 году была отправлена германская делегация. В состав посольства был включён Ансельм, рассказавший о своей миссии в написанном примерно 14 лет спустя трактате «Anticimenon». Своё положение в посольстве он обозначил как легат и апокрисиарий. «Anticimenon» является единственным источником, из которого известно о посольстве, в котором участвовал Ансельм. Согласно его рассказу, по прибытии он был вовлечён в споры с православными богословами во главе с архиепископом Никитой Никомидийским. Для диспута, состоявшихся в апреле 1136 года в соборе Святой Софии касались основных разногласий православных с католиками: филиокве, литургические различия и примат папы римского. В отличие от завершившегося взаимными анафемами в 1054 году спора кардинала Гумберта с патриархом Михаилом Керуларием, общение Ансельма с греками происходило в атмосфере корректности.
В июне 1136 года Ансельм вернулся из Константинополя. В Госларе он встретился с Лотарем, который посвятил епископа в свои планы по войне с Рожером Сицилийским. Тем временем, несмотря на усилия Отто Бамбергского, восставшие венды разрушили церковь в Хафельберге. Не известно, было ли это следствием восстания, но вскоре маркграф Альбрехт Медведь предпринял экспедиция против славян, а император отложил экспедицию в Италию. Война против Рожера, тем не менее, началась в том же году, и Лотарь назначил Ансельма в помощь своей супруге Рихензе для управления северной Италией. В октябре епископ помогал разбирать споры местного духовенства, в чём ему, по-видимому, помогли налаженные связи с венецианцами.

### На службе Конрада III
Со смертью Лотаря и приходом в 1138 году к власти династии Гогенштауфенов в лице Конрада III Ансельм на некоторое время удалился от дел. Возвратившись в Магдебург он написал трактат «Epistola apologetica» об апостольской жизни регулярных каноников. Непосредственной причиной взяться за перо стало решение пробста монастыря Хамерслебен оставить свои священнические обязанности и стать монахом в Хюсбурге. В своём произведении Ансельм выступил в защиту сочетания активной и созерцательной жизни, призывая взять в качестве образца для подражания апостола Павла. Вскоре Ансельм включился в ещё один конфликт, на этот раз между архиепископом Конрадом Магдебургским и его суффраганом епископом Виггером Бранденбургским. Епархия Виггера также находилась на территории вендов, однако ему удалось основать на ней премонстрантский монастырь Лейцкау. Основанному им монастырю Виггер предоставил не только право избирать епископа Бранденбурга, но и даровал сбор десятины со своей канонической территории — при том, что ещё в 968 году Оттон I отдал все сборы с освобождённых от вендов территорий аббатству святого Морица. В 1139 году епископ добился на Латеранском соборе решения в свою пользу, и Ансельм был включён в комиссию из трёх прелатов, которая должна была выделить епархии Бранденбурга новые земли. Впорчем, влияния далёкого Рима и епископа без епархии оказалось не достаточным, и для реализации решения латеранского собора Виггер прибег к помощи герцога Альбрехта. В следующие несколько лет, наполненные политической борьбой Вельфов и Гогенштауфенов, Ансельм не играл значительной роли. В 1140 году он присоединился ко двору архиепископа Майнца, которым с 1142 года был его друг Генрих.
В 1144 году Ансельм получил основанный пробстом Бремена Гартвигом монастырь Йерихов. Гартвиг использовал полученное от брата наследство для обеспечение себе поддержки в борьбе за пост архиепископа Бремена. По образцу Виггера в Лейцкау, Йерихов стал для Ансельма основной резиденцией, в отсутствие доступа к Хафельбергу. В декабре Конрад III прибыл в Магдебург и подтвердил дарственные Гартвига и принадлежность Йерихова епархии Хафельбергу. Получив собственные владения, Ансельм вступил в союз против герцога Саксонии Генриха Льва, заняв сторону императора, архиепископа Фридриха Магдебургского, епископом Гартвигом Бременским и герцогом Альбрехтом Медведем. В мае и августе 1145 года Ансельм был при королевском дворе, а следующие семь месяцев провёл в Йерихове. В декабре 1146 года епископ был при дворе в Шпейере, где состоялся гофтаг. Там он встретился с друзьями юности Вибальдом из Ставло и Арнольдом Видским. Вибальд просил друзей помочь ему уклониться от назначения аббатом в Корвей, но император не изменил своё решение. Главным событием гофтага стала проповедь Бернарда Клервоского, убеждавшего Конрада принять участие в объявленном папой Евгением III крестовом походе в Святую землю. Также Бернард провёл в Шпейере сеанс массового исцеления, излечив, среди сотен других, Ансельма от болей в голове и горле. Выступление Бернарда произвело огромное впечатление, и многие представители знати захотели присоединиться к походу, однако вскоре среди саксонцев распространилась идея войны со славянами на восточной границе. Такой вариант также устраивал Бернарда, и он обещал участникам похода против вендов отпущение грехов. Для того, чтобы согласовать новый план с папой, Конрад отправил в Дижон, где в то время находился Евгений III, посольство, в которое вошли Ансельм Хафельберский, Вибальд Корвейский, епископ Бурхард Вормсский и другие. Как и другие участники, Ансельм рассчитывал установить контроль над всей своей епархией. Согласившись с предложениями германцев, папа назначил Ансельма своим легатом в предстоящем походе. В июле 1147 года Вендский крестовый поход начался, но без Конрада III, который отправился воевать с сарацинами.
Ансельм принял личное участие в походе в составе армии под командованием Альбрехта Медведя и Конрада Мейссенского. Двигаясь по направлению к крепости Деммин, германцы захватили Хафельберг, и тогда епископ впервые смог посетить город. Далее крестоносцы достигли Штеттина где, как оказалось, местный князь Ратибор уже принял христианство. При участии Ансельма с ним был заключён мирный договор, что положило конец крестовому походу. Летом 1148 года предводитель поморов прибыл в Хафельберг для переговоров с саксонскими князьями, и в присутствии епископа поклялся защищать христианскую веру. В том же году Ансельм прибыл к своему старому другу архиепископу Генриху Майнцкому для разрешения спора по поводу выборов пробста в основанном Норбертом Ксантенским монастыре Благодати Божьей близ Магдебурга. Также он занимался делами монастыря в Йерихове, купив для него территории у Магдебурга. В конце года Ансельма посетило папское посольство, направлявшееся в Польшу, а весной следующего года Конрад Мейссенский поручил епископу посетить папу для решения ряда вопросов по принадлежавших ему монастырям. Воспользовавшись возможностью, Ансельм отправился в Италию вместе с Гартвигом Бременским, и уже в марте 1149 году встретился с Евгением III в Тускулуме. Поскольку незадолго до того курию посетила делегация греков, папа попросил Ансельма поделиться своим знанием вероучения православной церкви. Епископ Хафельберга выполнил просьбу, приступив к написанию трактата «Anticimenon», а 3 мая было удовлетворено ходатайство маркграфа Мейсена. Тем временем изменилась политическая ситуация: под влиянием Арнольда Брешианского римляне изгнали папу, и тот начал переговоры с Рожером Сицилийским, в свою очередь поддерживавшего Вельфа VI в его борьбе за корону Германии. Для объяснения с возвратившимся из закончившегося неудачей похода Конрадом папа отправил Ансельма и Гартвига. Подробности общения короля с епископами не известны, но позднее в письме к Вибальду Ансельм уподобил себя Христу перед Понтием Пилатом.
Более года Ансельм находился в ссылке в своей епархии, занимаясь делами диоцеза и переписываясь с друзьями. Воспользовавшись свободным временем, он завершил работу над «Anticimenon» и по просьбе архиепископа Фридриха написал литанию «De ordine pronuntiandae letaniae». В августе 1150 года Ансельм встречался с королём, находившимся в то время в Ротенбурге, затем ещё несколько раз до конца года, однако определённого положения при дворе не получил. В то же время епископ поддерживал хорошие отношения с маркграфом Альбрехтом Бранденбургским, от которого получал новые владения для епархии Хафельберга. В результате Ансельм был важен как для короля, имевшего сложности во взаимоотношениях с маркграфом, так и для Альбрехта, которому была нужна помощь в колонизации славянских земель.

### Советник Барбароссы и архиепископ Равенны
Смерть Конрада III 14 февраля 1152 года стала важной вехой в жизни Ансельма. Если начиная с 1144 года он активно занимался делами Хафельберга, то после 1152 года об его интересе к делам епархии ничего не известно. Последние три года своего пребывания в должности епископа Хафельберга Ансельм провёл при дворе, находясь в числе советников нового короля, Фридриха Барбароссы. В 1152 году, в конфликте партий премонстрантов и сторонников папы вокруг выборов преемника архиепископа Фридриха Магдебургского, он поддержал выдвинутого Барбароссой компромиссного кандидата Викманна Зеебургского. Евгений III обратил внимание на действия Фридриха, и в письме к германским епископам охарактеризовал ситуацию вокруг избрания Викманна как «противостояние Богу». К октябрю 1152 года король изменил отношение к папе и решил отправить к нему двух послов, Ансельма и епископа Констанца Германна фон Арбон. Делегация встретилась с представителями папы в конце 1152 года или январе 1153, и результатом их переговоров стал договор, по которому Фридрих обязался не заключать ни мир, ни перемирие с Византией и Рожером Сицилийским без согласия папы, а также не стремиться подчинить себе Рим или заключить союз с греками. Со своей стороны папа соглашался короновать Фридриха императором в Риме и оказывать ему поддержку в Германии. Как часть договорённостей, Викманн временно отказался от Магдебурга. По возвращении Ансельм продолжил заниматься церковными делами в империи, приняв участие в обсуждении дел аббатства Бом, желавшего выйти из под контроля Клюни. До мая 1154 года, когда Ансельм был направлен в Константинополь, о деятельности епископа Хафельберга ничего не известно. Целями миссии было возобновление отношений после заключения договора с папой и обсуждение возможности брака Барбароссы с племянницей императора Мануила Комнина. Миссия не увенчалась успехом, поскольку Мануил рассчитывал на территориальные приобретения в Италии, коорые Фридрих не мог ему обещать. Осенью 1154 года Ансельм выехал обратно, по дороге остановившись в Фессалониках для беседы с митрополитом Василием Охридским Дебаты прошли в дружеской атмосфере, но не привели к достижению согласия.
По возвращении из Византии Ансельм направился к королевскому двору в Италии, и в начале мая был в Модене. Несмотря на неуспех миссии, Фридрих встретил епископа с большим почётом и выдвинул своим кандидатом на пост архиепископа Равенны. Согласование назначения с новым папой Адрианом IV затянулось до лета. 18 июня Фридрих был коронован императором в соборе Святого Петра, и в тот же день Ансельм получил архиепископский паллий. Через два месяца они оба прибыли в Равенну, где император сделал распоряжения относительно статуи Богородицы в базилике Санта Мария ин Порто. До конца жизни Ансельм оставался в Равенне, исполняя, по свидетельству Оттона Фрейзингского, также обязанности экзарха. В 1158 году папа Адриан IV, ввиду поражения его союзников на юге Италии, был вынужден заключить договор с королём Сицилии Вильгельмом, что стало нарушением договора 1153 года. Разгневанный, в качестве компенсации Фридрих потребовал от папы церковный контроль над Ломбардией, угрожая в случае отказа войной. Перед началом итальянской кампании в начале 1158 года Фридрих отправил Райнальда фон Дассель и Оттона Баварского для обеспечения поддержки со стороны городов Италии. Когда имперские легаты прибыли в Равенну, оказалось, что подеста города Вильям Траверсарий ведёт переговоры с греками. После того, как Вильям и его сторонники были схвачены, Ансельм сопроводил легатов в Анкону, после чего вернулся в Равенну собирать войска для осады Милана. 23 июля германские войска подступили к городу. Когда миланцы предложили крупную сумму денег за избавление от осады, и когда Райнальд и Оттон советовали императору принять предложение, Ансельм выступил с речью, потребовав наказать город изменивший Богу и императору. 6 августа осада началась, а 12 августа Ансельм внезапно умер. Под влиянием этого события Фридрих принял решение проявить милость к городу и снял осаду, приняв от горожан клятву верности.

## Труды
Ансельм является автором двух крупных сочинений. В «Epistola apologetica» он доказывает преимущество пребывания в качестве регулярного каноника, нежели монаха, с точки зрения духовной жизни. Второй его трактат, «Anticimenon» или «Dialogi», фактически, включает два слабо связанных произведения: содержащую изложение концепции мировой истории «De unitate fidei» и «Дебаты», сообщающие о спорах с греческим архиепископом в 1136 году. Обе части «Диалогов» датируют в промежутке между 1149 и 1153 годами исходя из того, что произведение начинается с письма, адресованного папе Евгению III (1145—1153), с которым Ансельм впервые встретился весной 1149 года. Упоминание в тексте «De unitate fidei» Евгения и Вендского крестового похода подтверждает указанную датировку.
Датировка «Epistola apologetica» менее определённа, и существует две основные версии, соответствующие двум периодам удаления Ансельма от двора: 1138 год и между 1149 и 1151 годами. Более раннюю датировку первым предложил Евсевий Аморт, издавший трактат в 1747 году. По его предположению, вернувшись из Константинополя в 1136 году, епископ располагал достаточным временем для написания своего труда. Вторая версия относит создание «Эпистолы» к тому же времени, что и «Диалогов», то есть времени, когда Конрад III исключил Ансельма из своего двора, и епископ вновь получил возможность для литературных занятий. Такая трактовка событий имеет восходит к немецкому историку А. Ф. Риделю (1832), точка зрения которого неоднократно воспроизводилась исследователями XIX и XX веков.